# Solms-laubachia linearis
Solms-laubachia linearis är en korsblommig växtart som först beskrevs av Nikolaj Adolfovitj Busj, och fick sitt nu gällande namn av J.P. Yue, Al-shehbaz och Hang Sun. Solms-laubachia linearis ingår i släktet Solms-laubachia och familjen korsblommiga växter. Inga underarter finns listade i Catalogue of Life.